# Reutje
Reutje (of:  't Reutje) (Limburgs:  't Räötje) is een gehucht in Limburg in de gemeente Roerdalen nabij Roermond.

## Beschrijving
Oorspronkelijk hoort 't Reutje bij Sint Odiliënberg, hoewel het tegenwoordig dichter bij de kern Posterholt ligt. Tot 1991 maakte het dan ook onderdeel uit van de gemeente Sint Odiliënberg en qua adressering valt het ook nog steeds onder deze plaats. Het gehucht bestaat uit vier straten en telt ongeveer 300 inwoners. Er is een café aanwezig, genaamd 'Bie Tiel' en een grote fanfare, 'Sint Wiro'. Deze fanfare speelt in de eerste divisie en is in 1993 wereldkampioen geworden op het Wereld Muziek Concours in Kerkrade. 't Reutje heeft ook een volkslied: Träötje mien Landj, dat geschreven is door Wiel Janssen en Pièrre Bonné.

## Toponymie
De naam 't Reutje is terug te voeren op de verkleinvorm van het woord rade of rode 'rooiing van bos, ontginning'. In historische documenten komen schrijfwijzen voor als Raetgen (1645), Reutjen (1840), Reutien (1842) en 'Reutjen of Reutgen' (1913).